# Phaenocarpa jezoensis
Phaenocarpa jezoensis är en stekelart som beskrevs av Watanabe 1937. Phaenocarpa jezoensis ingår i släktet Phaenocarpa och familjen bracksteklar. Inga underarter finns listade i Catalogue of Life.